# بارتولومي مارتينيز
بارتولومي مارتينيز (بالإسبانية: Bartolomé Martínez)‏ (و. 1873 – 1936 م) هو سياسي من نيكاراغوا .
وهو عضو في حزب محافظي نيكاراغوا .